# Джулз Сантана
ЛаРон Луис Джеймс (англ. LaRon Luis James, 18 февраля 1982; Гарлем, Нью-Йорк, США) более известный как Juelz Santana — американский рэпер, продюсер и актер. Известность получил после участия в создании синглов Cam'ron'а «Oh Boy» и «Hey Ma». В 2003 м вышел его дебютный альбом From Me to U, выпущенный Def Jam Recordings. Следующий альбом What the Game’s Been Missing! поднялся на вершины хит-парадов, как и сингл There It Go (The Whistle Song)". В 2011 году вышел альбом Born to Lose, Built to Win.

## Биография
ЛаРон родился в Гарлеме, в семье афроамериканки и доминиканца. Читать рэп начал в 5 лет. В 2000 году принял участие в альбоме Cam’Ron-а S.D.E., а также присоединился к группе The Diplomats.
В 2003 году Сантана выпустил альбом From Me to U, сингл Dipset (Santana’s Town) с него, достиг 70 позиции в чарте Billboard R&B/Hip-Hop chart. What the Game’s Been Missing! — второй альбом — вышел в 2005, песни «There It Go (The Whistle Song)», «Oh Yes» и «Clockwork» были выпущены также синглами. «There It Go» достигла 6 позиции в чарте Billboard Hot 100 и 3 в Hot Rap Tracks charts. «Oh Yes» достигла 56 позиции в Hot 100 и 8 в Hot Rap Tracks charts. Оба эти альбома, а также сингл «There It Go» получили золотой статус от RIAA.
В 2006 Сантана начал работу над совместным альбомом с Lil' Wayne — I Can’t Feel My Face.

Mick Boogie, диджей из Огайо, в конце августа 2006 года выпустил пластинку Blow, которая содержала 12 треков с записывающих сессий. Запись и выпуск вновь были отложены летом 2007. В интервью нью-йоркской радиостанции Hot 97 Сантана сказал, что в задержке выхода альбома виноват Cam’Ron. Также Джуэлз заявил что Cam’ron блокировал проекты на совместную работу с другими артистами. Журнал XXL опубликовал в Феврале 2009 интервью с Сантаной по поводу очередной задержки выхода, а также про его новый сольный альбом. Сантана принял участие в альбоме Lil' Wayne Tha Carter III, появившись вместе с рэпером Fabulous в 15 треке — You Ain’t Got Nuthin.
В марте 2008 Сантана был задержан в Тинеке, Нью-Джерси за вождение без лицензии. После обыска в его Бентли были найдены марихуана, пули, а также 19 500 долларов, завернутых в конфетные обертки.
C 2007 года Сантана записывает материал для своего третьего альбома, Born to Lose, Built to Win. За это время были выпущены синглы «The Second Coming» и «Days of Our Lives». В конце 2009 вышел «Mixin' Up the Medicine», первый сингл с нового альбома. В 2010 — второй — «Back to the Crib» (при участии Криса Брауна).
В 2019 году Сантана получил 27-месячный тюремный срок за незаконное владение оружием. После года заключения, 3 марта 2020 года, у него выходит новый проект "#FreeSantana". В него вошло 10 треков при участии таких артистов как Dave East, Jim Jones, Lil Wayne, 2 Chainz, A Boogie Wit Da Hoodie и других. В альбоме рэпер обсуждает темы своего заключения, полицейского произвола, вспоминает свое прошлое, зависимость от наркотиков, семью и многое другое.

## Дискография
- From Me to U (2003)
- What the Game's Been Missing! (2005)

## Фильмография
- Государственная собственность 2 (2005)
- Сезон убийц (2006)
- Я легенда 2 (2014)